# Рыбные ресурсы Армении

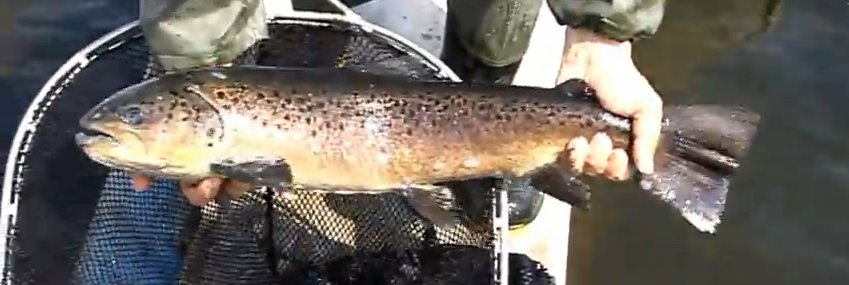
Севанская форель гегаркуни (Salmo ischchan gegarkuni)

В недалёком прошлом почти все реки и озера Армении, за редким исключением,
были богаты рыбой и в некоторой степени удовлетворяли потребности населения в
свежей рыбе. Однако со временем из-за развития ирригационной сети, горнодобывающей и
химической промышленности, а также из-за широкомасштабного развития браконьерства с применением хищнических способов лова, наносящих огромный ущерб популяциям, существование рыб в некоторых водоёмах стало невозможным. Это привело к резкому оскудению рыбных ресурсов большинства рек и поставило на грань исчезновения во многих
реках ручьевую форель, сазана, голавля, усача и некоторые другие виды рыб.

## Классификация рыб
В водах Армении встречаются 30 видов рыб, относящихся семействам лососевых (5
видов), карповых (22 вида), сомовых (1 вид) и к отряду карпозубообразных (2 вида).
Из 30 видов девять являются эндемиками (встречаются исключительно на территории Армении); это ишхан, или севанская форель, представленная в озере Севан четырьмя видами (зимний бахтак, гегаркуни, боджак, летний бахтак), армянская плотва, армянская сельдь, севанский кохак, севанский усач, армянская густера.

## Рыбные ресурсы
В настоящее время промысловое значение сохраняет только озеро Севан. Рыбные
запасы второго по величине водоёма Армении — озера-водохранилища Арпи находятся на грани полного истощения, а
остальные водоёмы практически полностью потеряли своё рыбохозяйственное значение, и для его восстановления потребуются
специальные усилия.

### Севан
Рыбные ресурсы Севана начали сокращаться ещё со времён СССР. Основными факторами, негативно повлиявшими на количество рыбы, были активное пользование водными ресурсами, в том числе выработка электроэнергии, и нарушение местной экосистемы, в частности завоз и акклиматизация сига проходного (Coregonus lavaretus), карася обыкновенного (Carassius carassius) и рака узкопалого (Astacus leptodactylus). Известно, что акклиматизация сига отрицательно повлияла на популяцию эндемика Севана — ишхана, или севанской форели (Salmo ischchan).
Рыбопродуктивность в последние годы оценивается в 25–30 кг/га. В настоящее время основным промысловым видом в озере является сиг проходной (Coregonus lavaretus), акклиматизированный в 20–30-х годах XX в. из Ладожского озера России. Его уловы составляют более 80 % общего рыбного промысла в озере.
В таблице приведена статистика улова сига в Севане в разные годы.
| Год  | Улов (т)   | Коэф. неучт. лова | Общий улов с учетом браконьерства |
| ---- | ---------- | ----------------- | --------------------------------- |
| 1997 | 2100       | 3,2               | 6800                              |
| 1998 | 1800       | 2,7               | 4800                              |
| 1999 | Нет данных | Нет данных        | 2800                              |
| 2002 | 600        | 3,6               | 2200                              |

Вылов севанской форели и храмуль на сегодня запрещен ввиду неблагоприятного состояния их
популяций. Единственным видом, лов которого в озере не ограничен, является случайно
интродуцированный в начале 80-х годов серебряный карась (Carassius gibelio), уловы которого в последние
годы достигают в среднем 300–500 т.

### Арпи
Озеро Арпи лич — второй по величине уловов водоём Армении. Озеро заселено сазаном, голавлем, жерехом, храмулей, подустом, быстрянкой, ручьевой форелью. Ранее основной промысловой рыбой здесь был сазан, уловы которого составляли около 500 ц в год.
В первые годы после зарегулирования стока реки Ахурян и превращения озера в
водохранилище уловы сазана резко возросли и достигли 1000 ц. Однако в связи с
существенным изменением гидрологического режима озера кормовая база сазана резко
сократилась, ухудшились условия его естественного воспроизводства, в результате чего
сократились его запасы и, соответственно, уловы.

### Водохранилища
Почти все водохранилища Армении не имеют промыслового значения. Предполагаемая рыбопродуктивность Кечутского водохранилища — 150–200 ц рыбы в год. Возможные объекты промысла — сиг, форель, храмуля.

### Реки

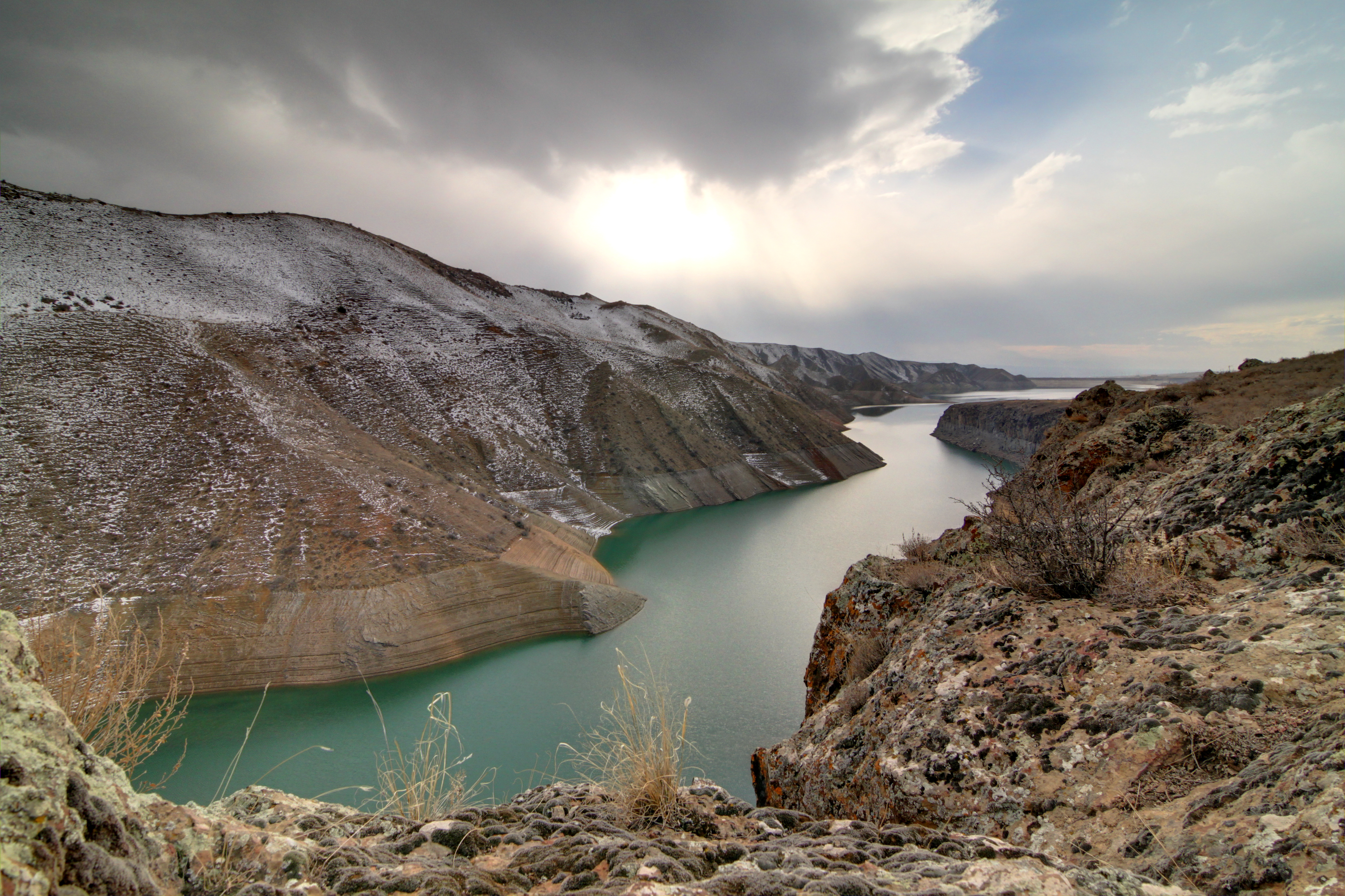
Река Азат

Несмотря на потенциально важное значение рек Армении для рыбного хозяйства
республики, им не уделяется должного внимания. Запасы рыбы в них или совершенно не
охраняются, или охрана весьма недостаточна, в результате чего они уничтожаются почти
повсеместно. Совершенно отсутствуют мелиоративные мероприятия, при этом весьма
часто нарушается режим реки без всякого учета интересов рыбного хозяйства, загрязняя
воду бытовыми и сельскохозяйственными отходами.

### Рыбоводные заводы
Наиболее крупные рыбоводческие заводы — 
Джермукский, Ангехакотский, Севанский, Личский, Карчахпюрский и Гаварский.
Они занимаются искусственным воспроизводством лососевых (Salmonidae), сиговых
(Coregonidae) и некоторых карповых (Cyprinidae) рыб с целью восстановления их запасов.
Кроме указанных первых двух рыбозаводов, остальные четыре действуют на территории
Севанского бассейна.
Начало форелеводства на озере Севан относится к 20-м годам. В начальный период
работы по искусственному воспроизводству севанской форели носили
экспериментальный характер, в 40-50гг. они уже имели существенное значение, а с 60-х
гг. искусственное воспроизводство стало единственным источником поддержания запасов
форели озера Севан.
Производительность искусственного воспроизводства форели на
озере Севан из года в год падает, и необходимо принять срочные и неотложные меры по
коренной перестройке не только биотехники искусственного разведения севанской
форели, но и существующей системы охраны и управления рыбными ресурсами водоема.
55 % производимой рыбы составляет севанская форель (ишхан), 31 % — карп и толстолобик, 13 % — осётр. В рыбном промысле Армении участвуют около 15 видов рыб. Также разводятся радужная форель, сиг, канальный сомик, гибрид белуги и стерляди — бестер, рак узкопалый (Astacus leptodactylus)

### Прудовые хозяйства
В настоящее время на территории Армении действует около 200 рыбоводческих хозяйств. Наиболее крупными являются: Акналичское, Ангехакотское, Джермукское, Масисское и Разданское хозяйства. Одним из самых крупных хозяйств является Акналичское, производственная мощность которого составляла 300—350 тонн товарной форели в год.
Из действующих на сегодняшний день карповых хозяйств наиболее крупными
считаются Армашское и Ехегнадзорское. Армашское хозяйство является самым
большим карповым хозяйством в Закавказье, имеет проектную мощность в несколько
тысяч тонн товарной рыбы в год. В настоящее время в этом хозяйстве ежегодно
выращивается всего 400—500 тонн карпа и толстолобика.

## Рыбная промышленность
Армения в 2010 году экспортировала 400 тонн рыбы, в 2011 году объёмы экспорта рыбы из Армении достигли около 1100 тонн. Самый большой рынок экспорта для Армении — Россия.

## Ископаемые рыбы
На сегодняшний день ископаемая фауна рыб Армении представлена 30 таксонами, принадлежащими 9 отрядам — 2 таксона хрящевых рыб (от триасового периода до мелового), 28 — костистых (от мелового периода до плейстоцена). По видовому составу ископаемых рыб можно уследить основные палеогидрографические изменения условий на территории современной Армении.
- Обнаружение Helicampodus egloni и акул указывает на наличие морского режима от нижнего триаса до мелового периода.

- Наличие отпечатка Lepidotus ohannes говорит о возможности существования пресноводных водоемов на островных участках суши мелового периода.

- Обнаружение пресноводной карповой рыбы — большеголового палеоголавля указывает на наличие пресноводного водоема, следовательно и большого участка суши на севере Армении в нижнем олигоцене

- Обнаружение мелких сельдевых (Alosa sp., Clupea cf. lanceolata, C. cf. Ventricosa), атериновых (Atherina schelkovnikovi), карпозубообразных (виды родов Prolebias и Aphanius), а также карповых (Chondrostoma sp., Leuciscinae gen. et sp. indet. и др.) свидетельствует о наличии солоновато-морского, а также пресноводного режима на территории Араратской равнины и сопредельных районов в течение верхнего миоцена.

- Обнаружение различных видов лососевых (Salmo sp.) и карповых (Alburnus sisianensis, Capoeta sp., Rutilus oswaldi, Garra sp. рыбы рода ельцы (Leuciscus) и др.) свидетельствует о стабильном пресноводном режиме на бо́льшей части территории современной Армении и началe формирования современной ихтиофауны данного региона, начиная с плиоцена.[4]